# Jonathan Biabiany
Jonathan Ludovic Biabiany (* 28. April 1988 in Paris) ist ein französischer Fußballspieler.

## Karriere

### Im Verein
Jonathan Biabiany, dessen Eltern aus dem französischen Überseedépartement Guadeloupe stammen, begann seine Karriere im Jahr 2000 in der Jugend beim lokalen Sportklub Blanc-Mesnil Sports. Dort spielte er bis zum Juli 2004, danach wechselte er in die Jugendakademie vom italienischen Topklub Inter Mailand. Dort wurde er auch Jonathan Begora genannt.
Zusammen mit Sebastián Ribas spielte er in der Jugendakademie und absolvierte im Januar 2007, genauso wie Ribas sein erstes Spiel bei den Profis im Coppa Italia gegen den FC Empoli.
Im August 2007 wurde er für ein halbes Jahr an Chievo Verona verliehen, wo er allerdings kein einziges Spiel bestritt. Im Januar 2008 wurde er an den in der Serie-B-spielenden FC Modena, ebenfalls für ein halbes Jahr verliehen, mit Option für ein weiteres Jahr. Diese wurde auch wahrgenommen und Biabiany absolvierte während seiner Zeit in Modena 53 Spiele und schoss neun Tore.
Im Juli 2009 wurde er an den FC Parma verliehen und spielte somit wieder erstklassig. Er absolvierte einige Spiele für Parma, doch nach seinem Einsatz in der U-21-Nationalmannschaft, hatte er eine lange Verletzungspause bis Ende November.
Am 1. Februar 2010 erhielt Parma die Hälfte der Transferrechte von Biabiany, nach der Vereinbarung und dem Wechsel von McDonald Mariga zu Inter. Doch im Juni 2010 kaufte sich Inter die Transferrechte beider Spieler für insgesamt 10 Millionen Euro. Der FC Parma gab bei einer Pressekonferenz bekannt, dass die tatsächliche Summe bei knapp unter 9,5 Millionen Euro liegt. Am 13. Juli sagte Biabiany in einem Interview, es sei eine Freude, wieder „zu Hause“ so sein. Sein erstes Ligaspiel für Inter absolvierte er am 30. August beim 0:0-Unentschieden gegen den FC Bologna, als er in der 81. Minute für Diego Milito eingewechselt wurde. Ein Spiel später bekam er seinen Auftritt in der Startaufstellung gegen Udinese Calcio. In der 62. Minute, beim Stand von 1:1 wurde er für Goran Pandev ausgewechselt, nur fünf Minuten später bekam Inter einen Elfmeter zugesprochen und Samuel Eto’o schaffte es erst im Nachschuss den Ball ins Tor unterzubringen. Sein Debüt in der Champions League gab er am 29. September 2010 im Heimspiel gegen Werder Bremen, bei dem er in der Startelf stand.
Im Dezember 2010 stand die FIFA-Klub-Weltmeisterschaft 2010 an, bei der Inter Mailand als UEFA-Champions-League-Sieger mit Champions-League-Siegern der anderen Kontinentalverbände maß. Beim 3:0-Sieg im Halbfinale gegen AFC-Champions-League-Sieger Seongnam Ilhwa Chunma kam er nicht zu einer Einwechslung. Im Endspiel allerdings wurde er in der 70. Minute für Diego Milito eingewechselt und erzielte in der 85. Minute gegen den afrikanischen Vertreter Tout Puissant Mazembe den 3:0-Endstand. Zuvor trafen Goran Pandev und Samuel Eto’o.
Ende Januar 2011 wechselte Biabiany im Zuge eines Stürmertauschs zusammen mit etwa zwölf Millionen Euro zu Sampdoria Genua. Inter erhielt im Gegenzug Giampaolo Pazzini.
Bei Sampdoria Genua lief es sportlich für ihn auch eher durchwachsen. Er kam dort zwar zu sechzehn Einsätzen, erzielte jedoch nur ein Tor am vorletzten Spieltag bei der 1:2-Niederlage gegen US Palermo. Mit Sampdoria Genua stieg er zum Saisonende in die Serie B ab.
Biabiany wechselte zur Saison 2011/12 auf Leihbasis zurück in die Serie A und heuerte abermals beim FC Parma an. Bei Parma wurde er in jedem Ligaspiel eingesetzt und konnte dabei insgesamt sechs Treffer erzielen. Im Sommer 2014 scheiterte ein Wechsel von Biabiany zum AC Mailand, als bei der medizinischen Untersuchung eine Herzrhythmusstörung festgestellt wurde. Aufgrund der Herzprobleme absolvierte Biabiany nur ein Spiel in der Saison 2014/15. Am 11. April 2015 wurde sein Vertrag in beiderseitigem Vernehmen aufgelöst.
Zur Saison 2015/16 kehrte Biabiany zu Inter Mailand zurück.

### In der Nationalmannschaft
Am 9. Oktober 2009 absolvierte er sein Debüt in der französischen U-21 Nationalmannschaft gegen Malta. Er spielte von Beginn an, wurde allerdings in der 40. Minute wegen einer Verletzung für Jirès Kembo Ekoko ausgewechselt. Es folgten noch drei weitere Qualifikationsspiele gegen Belgien, gegen die Ukraine und sein bisher letztes U-21-Spiel wiederum gegen Malta. Am 20. Mai 2010 erzielte er beim Freundschaftsspiel gegen die argentinische U-20-Nationalmannschaft beim 3:3-Unentschieden seinen ersten Treffer in einem U-Länderspiel überhaupt.

## Erfolge/Titel
- Italienischer Supercupsieger: 2010
- FIFA-Klub-Weltmeisterschaft: 2010